# 井上和巳
井上 和巳（いのうえ かずみ、1935年7月 － ）は、競輪評論家、元デイリースポーツ記者。

## 来歴
大阪市出身。
デイリースポーツでは45年間に亘り、競輪記者として活動。その傍ら、井川知久のペンネームで、月刊競輪（日本自転車振興会発行）でも特別競輪の展望、回顧等の執筆を行なっていた。また、1980年代には、近畿地区で開催される記念競輪中継の解説者としても常時出演。
また、2001年度限りで廃止された西宮、甲子園の両競輪場の姿勢に疑問を持ち、「黒字化の努力をせず、八百人近い関係者の職を奪うのは許せない。」として、施行者である兵庫県市町競輪事務組合に対し監査請求を行なったことでも知られている。